# 博讷富瓦
博讷富瓦（法語：Bonnefoi，法語發音：[bɔnfwa] ⓘ）是法国奥恩省的一个市镇，属于莫尔塔涅欧佩什区。

## 地理
博讷富瓦（48°40'19"N, 0°34'11"E）面积5.39 平方千米，位于法国诺曼底大区奧恩省，该省份为法国西北部内陆省份，北起顺时针与卡爾瓦多斯省、厄尔省、厄尔-卢瓦省、萨尔特省、马耶讷省和芒什省接壤。
与博讷富瓦接壤的市镇（或旧市镇、城区）包括：莱萨斯普尔、邦穆兰、拉费里耶尔-欧杜瓦延、莱热内特。

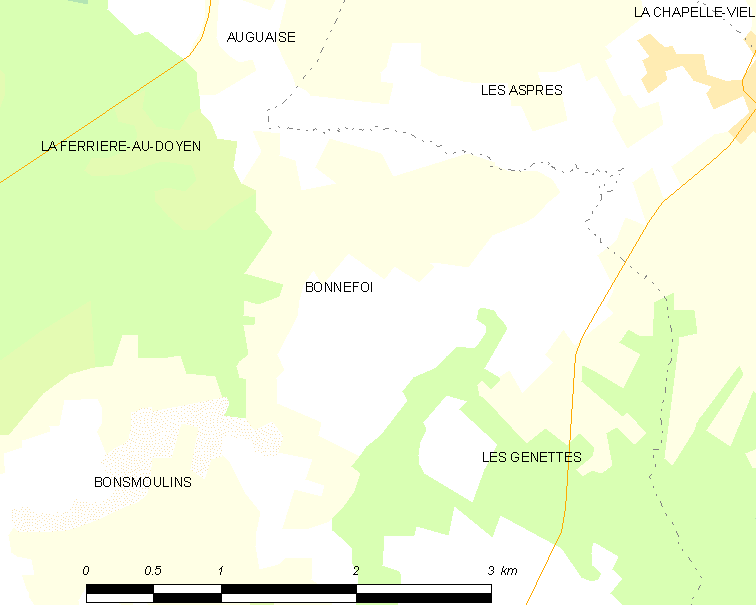
博讷富瓦的OSM定位图

博讷富瓦的时区为UTC+01:00、UTC+02:00（夏令时）。

## 行政
博讷富瓦的邮政编码为61270，INSEE市镇编码为61052。

## 政治
博讷富瓦所属的省级选区为图鲁夫尔欧佩什县。

## 人口

1962-2008年间博讷富瓦人口变化图示

博讷富瓦于2022年1月1日时的人口数量为189人。